# Aeshna palmata
Aeshna palmata är en trollsländeart som beskrevs av Hagen 1856. Aeshna palmata ingår i släktet mosaiktrollsländor, och familjen mosaiktrollsländor. IUCN kategoriserar arten globalt som livskraftig. Inga underarter finns listade i Catalogue of Life.

## Bildgalleri

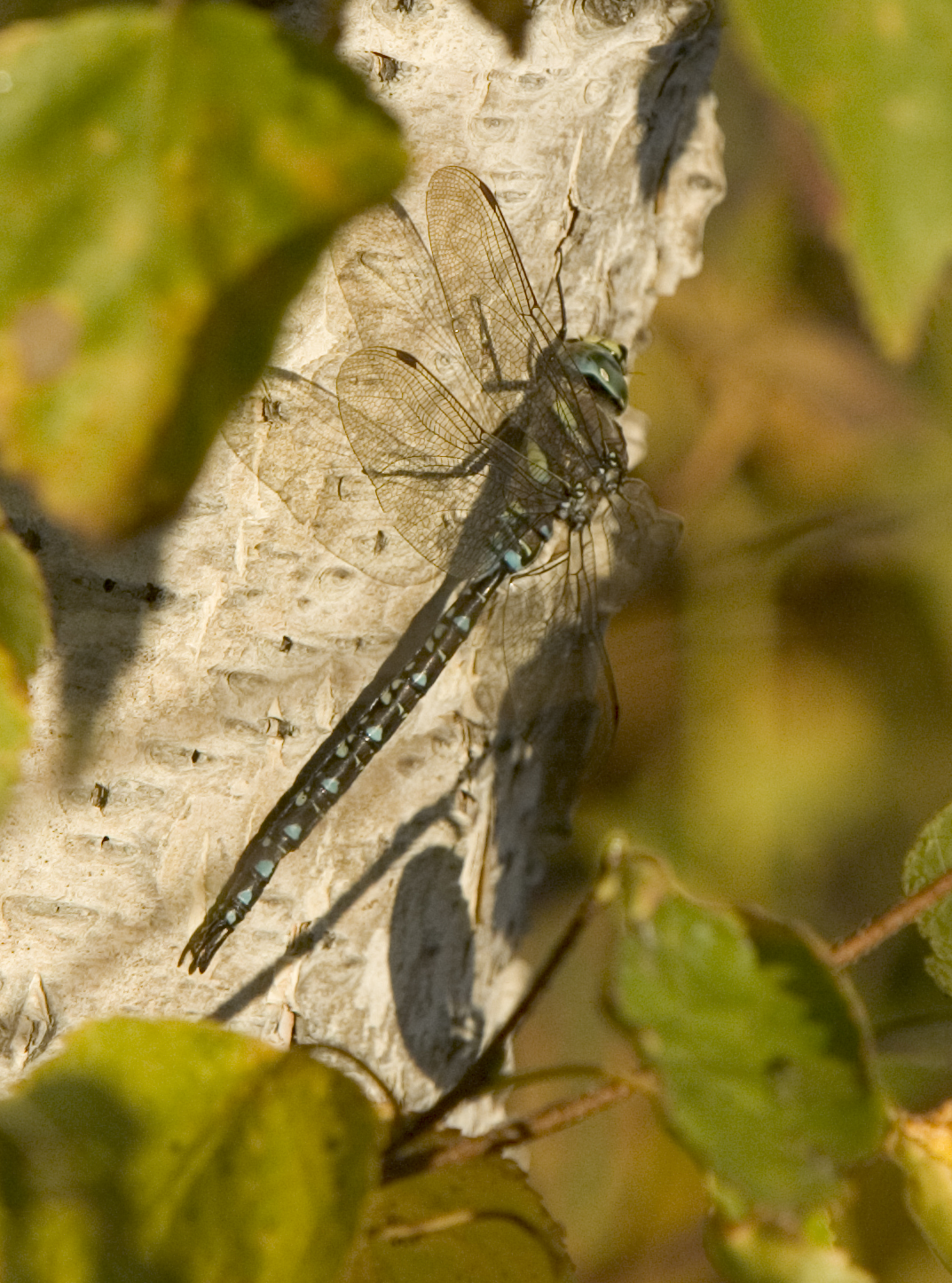
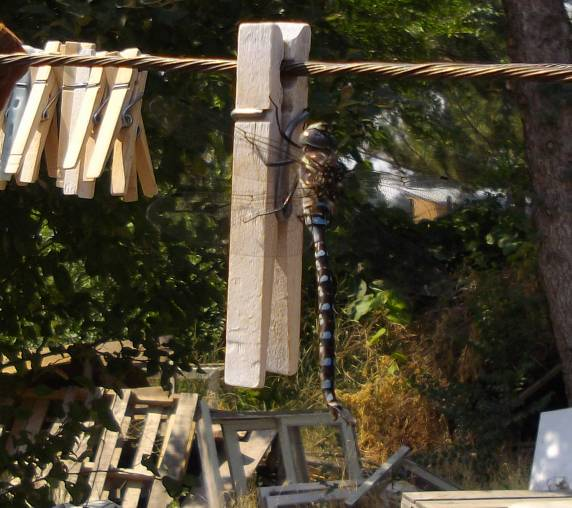